# Marlon Börner
Marlon Börner (* 17. Oktober 2013) ist ein deutscher Tischtennisspieler.

## Laufbahn
Marlon Börner erlangte überregionale Bekanntheit, als er am 27. Januar 2025 im Alter von elf Jahren zu seinem ersten Einsatz in der Tischtennis-Bundesliga kam. Er spielte zuvor als großes Talent bereits für die U-19-Mannschaft des TTC Zugbrücke Grenzau in der Verbandsliga Rheinland. Weil bei der ersten Männer-Mannschaft seines Vereins, die den letzten Tabellenplatz in der Bundesliga belegte, für die Partie gegen Spitzenreiter TTF Liebherr Ochsenhausen mit Patrick Baum, Maciej Kubik und Luka Mladenovic drei Stammkräfte ausfielen, wurde kurzfristig beschlossen, Börner für sein Bundesligadebüt an der Seite von Samuel Walker und Feng Yi-Hsin zu nominieren.
Dabei wurde er an zweiter Position aufgestellt, wodurch sein Gegner die Nummer eins der Ochsenhausener war, Hugo Calderano aus Brasilien, Vierter im Einzelwettbewerb der Olympischen Spiele 2024. Gegen ihn war Marlon Börner bei der Niederlage in drei Sätzen (4:11, 2:11, 3:11) erwartungsgemäß chancenlos. Zu einem möglichen zweiten Einsatz an dem Abend kam es nicht, da die 1:3-Niederlage der Grenzauer nach den Einzeln feststand und das Entscheidungsdoppel, in dem Börner an der Seite von Samuel Walker gespielt hätte, entfiel.